# Feira Nova (Sergipe)
Feira Nova é um município brasileiro do estado de Sergipe.

## História
O nome do município vem de uma feira de troca de animais criada na década de 30 por comerciantes locais, com o intuito de se evitar que os habitantes da região precisassem frequentar outros municípios para comprar mantimentos e assim fossem atacados por cangaceiros.
A povoação surgiu de uma propriedade da região, a fazenda Logrador, pertencente a Domingos Lino de Souza (apelidado "Domingo Bolachão"), que vendeu parte de suas terras a José Alves de Queiroz (apelidado "Fifio"). "Fifio" teve a ideia, junto com José Lino de Souza (um comerciante de couro da localidade), de montar uma bodega e transformar parte do estabelecimento em um pequeno centro de troca e venda de gado e couro.
Na época os moradores da região precisavam ir até as feiras dos municípios vizinhos de Nossa Senhora da Glória e Nossa Senhora das Dores para fazer compras, e viviam aterrorizados com as histórias de violência e roubo das mercadorias por cangaceiros. José Alves de Queiroz o "Fifio", convidou feirantes e moradores de toda a região para participarem da feira, iniciada no meio do campo, ofertando poucos animais, alimentos e principalmente a farinha de mandioca, no dia 12 de março de 1939. Porém a feira cresceu muito, obrigando a prefeitura de Nossa Senhora das Dores (na época a sede da localidade) a melhorar a estrutura administrativa do Povoado Logrador, implantando uma delegacia e um mercado público. Hoje em dia a feira é muito modesta em comparação ao que já foi no passado.
O povoado é elevado à categoria de município com a denominação de Feira Nova, pela lei estadual nº 1211, de 18 de outubro de 1963, desmembrado do município de Nossa Senhora das Dores e Cumbe.
Texto criado e editado por: Life Association Interprisy For Development.
As matérias e informações contidas neste, são de responsabilidade Wikipedia.
Desenvolvido com intuito no auxílio do estudo daqueles que, em interesse, desejam abdicar seu tempo, em adquirir conhecimento específico.

## Geografia
O município está dentro da área do polígono das secas, apresenta temperatura média anual de 25 °C, com precipitação média de chuvas de 800 mm/ano concentrada nos meses de outono-inverno (março a agosto). O relevo se constituem de colinas e tabuleiros. Os solos são rasos, não alagados (camada de rocha superficial) ou de textura argilosa e profundos. A vegetação local se constitui de capoeira, caatinga, campos limpos e campos Sujos. A área municipal está inserido em duas bacias hidrográficas, a do rio Sergipe e a do rio Japaratuba, outros rios da região são o rio Salgado e o rio Doce.

## Economia
A economia municipal gira em torno da pecuária de bovinos, equinos e ovinos; da agricultura, com o milho sendo a principal cultura, além do feijão e da mandioca e da avicultura de galináceos.
A indústria, antigamente representada pela fábrica de beneficiamento de algodão (fechada pelo declínio do produto na região), hojé é ligada à fábrica de laticínios.

## Atrações
Comemorações: Santos Reis, Festa da padroeira Nossa Senhora das Graças, Festas juninas, Vaquejadas.